# Unterwegs (Lesebuch)
Unterwegs ist eine Lesebuchreihe für den Deutschunterricht des Ernst Klett Verlags für die Klassenstufen 5 bis 10. Die erste Auflage erfolgte 1994. 2004 erfolgte eine grundsätzliche Überarbeitung und Neuausgabe der Reihe. Der Umfang beträgt zumeist 240 Seiten pro Band, nur der Band für die Klassenstufe 10 ist mit 216 (alte Ausgabe) bzw. 224 Seiten (neue Ausgabe) kürzer.
Herausgabe, Redaktion und Auswahl der enthaltenen Texte erfolgte durch Elke Bleier-Staudt, Katrin Bothe, Günter Lange, Jörg Ulrich Meyer-Bothling, Herbert Schnierle-Lutz, Karin Schröer, Eike Thürmann und Günter Waldmann. Die Gestaltung und Textillustrationen der Reihe stammen von Uwe Häntsch.

## Gliederung

### Textteil
Die ursprüngliche Konzeption der Unterwegs-Reihe bestand pro Band aus einem Text- und einem Projektteil. Der Textteil Themen und Texte umfasst von Häntsch illustrierte Kurzgeschichten, Buchauszüge und Gedichte zu vorgegebenen Leitthemen, die die einzelnen Abschnitte bzw. Kapitel des Textteils bilden.
Der Schwerpunkt des Textteils verlagert sich mit aufsteigender Klassenstufe von der rein unterhaltenden Phantastik-, Abenteuer- und (besonders in den Gedichten und Naturbeschreibungen) einem zu Innehalten und Selbstbesinnung anregenden ästhetisch-kontemplativen Ausdruck von inneren Stimmungen, Gefühlen und Eindrücken verpflichteten idyllischen Literatur, die das grundsätzliche Leseinteresse der Schüler anregen soll, zunehmend zu sozialen, gesellschaftlichen und politischen Themen, wie u. a. Freundschaft, Zivilcourage, modernes Leben (u. a. Umgang mit Technik, Stadtleben, Arbeitswelt, Medienkompetenz), Krieg und Frieden, Umweltschutz und fremde Kulturen.

### Leitthemen des Textteils
Die Leitthemen bzw. Kapitel der einzelnen Bände, anhand derer die Texte ausgewählt wurden:
Unterwegs 5
- Träumen
- Mädchen und Jungen
- Schelme, Narren und seltene Vögel
- Tiere und Menschen
- Jahreszeiten, Tageszeiten
- Kinder anderswo
- Den Römern auf der Spur
- Auf dem Meer der Fantasie

Unterwegs 6
- Ich – Identität
- Gesellschaft – Zusammenleben – Wir
- Werte und Normen
- Natur – Umwelt – Technik – Arbeit
- Ferne Länder
- Vergangene Zeiten
- Fantastisches – Grenzüberschreitendes

Unterwegs 7
- Ich bin ich
- Zusammen leben
- Natur und Mensch
- Brasilien, eine fremde Welt
- Helden?
- Unheimliche Begegnungen

Unterwegs 8
- Ob ich dich liebe …
- Dazugehören, draußen sein
- Widerstehen
- Mensch und Technik
- Begegnung mit fremden Welten
- Hexenwahn
- Der fremde Planet

Unterwegs 9
- Erwachsen werden
- Miteinander leben
- Ist das Recht?
- Stadterfahrungen
- Aufbruch ins Unbekannte
- Jugend unterm Hakenkreuz
- Nichts ist unmöglich

Unterwegs 10
- Auf der Suche nach sich selbst
- Schwierige Beziehungen
- Krieg und Frieden
- Natur empfinden
- Fremde Erfahrungen
- Grenzgänge
- Zukunftsvisionen

### Unterrichtseinheiten und Projekte
Der darauf folgende, grundsätzlich anders und oft in Form von bunten Bild- und Textcollagen gestaltete Teil Unterrichtseinheiten und Projekte umfasst Arbeits- und Projektmaterialien zur Förderung der Schreib-, Lese- und grundsätzlichen Medienkompetenz (u. a. formale wie sachliche Text-, Stil- und Inhaltskritik, kreatives Arbeiten und Gestalten eigener Materialien und Medien) der Schüler.

### Überarbeitung von 2004
Die 2004 erfolgte Überarbeitung der Reihe diente zum einen der Einführung der Neuen Rechtschreibung, zum anderen wurde besonders der Projektteil grundsätzlich überarbeitet, modernisiert und an den Anfang gestellt. Hinzu kam ein nach dem Textteil eingeführter Teil Informationen, der u. a. Begriffserklärungen sowie Lern- und Projektvorlagen enthält und für den der eigentliche Textteil gekürzt wurde.
Zusätzlich wurde das ursprünglich teilmarmorierte, sich an belletristischen Romanen orientierende Coverdesign zugunsten einer nüchterneren Gestaltung des Einbands überarbeitet; die Zahlen der einzelnen Bände orientieren sich nicht mehr an der jeweiligen Klassenstufe (5 bis 10), sondern laufen nun von 1 bis 5.